# Olympische Sommerspiele 1988/Teilnehmer (Jamaika)
| Gelbes Symbol für Goldmedaillen mit stilisierten Olympischen Ringen | Graues Symbol für Silbermedaillen mit stilisierten Olympischen Ringen | Braundes Symbol für Bronzemedaillen mit stilisierten Olympischen Ringen |
| ------------------------------------------------------------------- | --------------------------------------------------------------------- | ----------------------------------------------------------------------- |
| —                                                                   | 2                                                                     | —                                                                       |

Jamaika nahm an den Olympischen Sommerspielen 1988 in Seoul, Südkorea, mit einer Delegation von 35 Sportlern (24 Männer und 11 Frauen) teil.

## Medaillengewinner

### Silber
| Name(n) | Sportart       | Wettkampf             |
| --- | -------------- | --------------------- |
| Grace Jackson | Leichtathletik | Frauen, 200 Meter     |
| Howard Burnett (nur Vorläufe), Bert Cameron, Howard Davis, Trevor Graham (nur Halbfinale), Winthrop Graham & Devon Morris | Leichtathletik | Männer, 4 × 400 Meter |

## Teilnehmer nach Sportarten

### Boxen
- Terry Dixon
Halbschwergewicht: 17. Platz (1. Runde)

- Richard Hamilton
Weltergewicht: 17. Platz (2. Runde)

- Mark Kennedy
Leichtgewicht: 9. Platz (3. Runde)

- Gary Smikle
Halbmittelgewicht: 17. Platz (2. Runde)

### Gewichtheben
- Calvin Stamp
Superschwergewicht: 11. Platz

### Leichtathletik
Herren
- Derrick Adamson
Marathon: 84. Platz

- Richard Bucknor
110 Meter Hürden: Halbfinale

- Howard Burnett
4 × 400 Meter: Silber

- Bert Cameron
400 Meter: 6. Platz
4 × 400 Meter: Silber

- Howard Davis
400 Meter Hürden: Halbfinale
4 × 400 Meter: Silber

- Christopher Faulknor
4 × 100 Meter: 4. Platz

- Trevor Graham
4 × 400 Meter: Silber

- Winthrop Graham
400 Meter: 5. Platz
4 × 400 Meter: Silber

- John Mair
100 Meter: Viertelfinale
4 × 100 Meter: 4. Platz

- Greg Meghoo
4 × 100 Meter: 4. Platz

- Devon Morris
400 Meter: Halbfinale
4 × 400 Meter: Silber

- Andrew Parker
110 Meter Hürden: Viertelfinale

- Andrew Smith
100 Meter: Viertelfinale

- Raymond Stewart
100 Meter: 7. Platz

- Clive Wright
200 Meter: Viertelfinale
4 × 100 Meter: 4. Platz

Damen
- Juliet Cuthbert
100 Meter: 7. Platz
4 × 100 Meter: Halbfinale

- Grace Jackson
100 Meter: 4. Platz
200 Meter: Silber 
4 × 100 Meter: Halbfinale

- Laurel Johnson
4 × 100 Meter: Halbfinale

- Merlene Ottey
100 Meter: Viertelfinale
200 Meter: 4. Platz
4 × 100 Meter: Halbfinale

- Sharon Powell
800 Meter: Vorläufe
4 × 400 Meter: 5. Platz

- Cathy Rattray
400 Meter: Halbfinale
4 × 400 Meter: 5. Platz

- Sandie Richards
400 Meter: Viertelfinale
4 × 400 Meter: 5. Platz

- Vivienne Spence
4 × 100 Meter: Halbfinale

- Ethlyn Tate
4 × 100 Meter: Halbfinale

- Marcia Tate
4 × 400 Meter: Vorläufe

- Andrea Thomas
4 × 400 Meter: 5. Platz

### Radsport
- Peter Aldridge
Punkterennen: 22. Platz

- Arthur Tenn
Straßenrennen, Einzel: 107. Platz

- Raymond Thomas
Straßenrennen, Einzel: 97. Platz

### Tischtennis
- Garfield Jones
Einzel: 57. Platz